# Zemendorf-Stöttera
Zemendorf-Stöttera é um município da Áustria localizado no distrito de Mattersburg, no estado de Burgenland.